# Mia and me – Abenteuer in Centopia
Mia and me – Abenteuer in Centopia ist eine italienisch-deutsch-kanadische Fernsehserie nach einer Idee von Gerhard Hahn, die sich um ein Mädchen namens Mia dreht, deren Eltern bei einem Unfall gestorben sind und die sich in einem Internat in Florenz einleben muss (Staffel 1). Gedreht wurde die Serie als Kombination aus Realfilm und CGI-Animation. Mit Hilfe der beiden Stile werden in der Serie zwei Welten unterschieden: Einerseits die Fantasiewelt „Centopia“ als CGI, andererseits die reale Welt. In der ersten Staffel ist das die Internatswelt, in der zweiten Staffel die Farm vom Großvater, in der dritten Staffel eine Hütte in den Bergen und in der vierten Staffel eine Tierarztpraxis. Die CGI-Animation wird von den Xentrix Studios in Bengaluru erstellt. Am 26. Mai 2022 kam eine Kinofassung in die deutschen Kinos.

## Handlung
Staffel 1
Von ihren Eltern hat Mia ein altes Buch sowie einen magischen Armreif geerbt, mit deren Hilfe sie in die magische Welt von Centopia wechseln kann. In Centopia ist Mia eine Elfe und kann dort als einzige Einhörner verstehen und mit ihnen kommunizieren.
In Centopia findet Mia schnell heraus, dass diese Welt von der bösen Königin Panthea bedroht wird, die es auf das Horn der Einhörner abgesehen hat, um mit Hilfe eines Zaubertranks jünger zu werden. Mia besteht zusammen mit ihren Elfenfreunden Yuko und Prinz Mo viele Abenteuer, um Centopia zu retten. Aber auch in der realen Welt, im Internat in Florenz, findet Mia keine Ruhe: Zusammen mit ihren Internatsfreunden Paula und Vincent muss sie sich gegen fiese Mitschüler behaupten, allen voran gegen Violetta und ihre Clique.
Staffel 2
Mia verbringt ihre Ferien auf der Farm ihres Großvaters Renzo. Kaum angekommen, muss sie mit einem neuen Orakel nach Centopia reisen. Eine schwimmende Insel nähert sich Centopia. Der mysteriöse Rixel behauptet, hier magische Shows veranstalten zu wollen, in denen er seine exotischen und höchst seltenen Tiere auftreten lässt. Doch schnell wird klar, dass Rixel Böses im Schilde führt und nur darauf aus ist, für seinen Herrn und Meister, den Dunkel-Elf, ein geflügeltes Einhorn zu fangen, um selbst ein Dunkel-Elf werden zu können.
Mia durchschaut Rixel, und zusammen mit Yuko, Mo und dem Einhorn Onchao versucht sie, Rixels Pläne zu durchkreuzen. Dabei begeben sich Mia und ihre Freunde auf die Suche nach Onchaos Vater – Ono, dem Einhornkönig.
Mia wird ab Staffel 3 von der Schauspielerin Margot Nuccetelli gespielt.
Staffel 3
Das geflügelte Einhorn Onchao bekommt eine kleine Schwester mit dem Namen Kyara. Sofort verzaubert sie alle Einhörner und Elfen. Dabei muss Onchao feststellen, dass sich seine Kräfte verändern und er sie nicht immer unter Kontrolle hat. Aber das Wichtigste auf der Welt ist es nun, seine kleine Schwester Kyara zu beschützen. Die Dunkelelfen haben eine giftige Dornenranke angepflanzt, welche nach und nach die gesamte Insel überwuchert. Nur das Herz von Centopia kann die Ranken aufhalten. In der realen Welt verbringt Mia ihre Ferien auf einer Alm und freundet sich dort mit der blinden Sara an.
Staffel 4
Da nun das Herz von Centopia wieder zusammengesetzt wurde, treibt nun auch der einhornförmige Kontinent wieder auf den Kopf zu und bringt nun Dystopia und die Dunkelelfen mit sich. Die Freunde müssen sich auf die Suche nach besonderen Zutaten machen, um das Leben aller zu beschützen. In der realen Welt hat Mia bei Carina (einer Tierärztin) als Assistentin/Praktikantin angefangen und findet neue Freunde.

## Figuren

### Reale Welt (Internat, Farm, Alm und Praxis)

#### Mia
- Mia ist die Hauptfigur der Serie. Sie zieht in der ersten Staffel nach Florenz ins Internat. Sie hat am Anfang als Elfe in Centopia Schwierigkeiten mit dem Fliegen. Schnell freundet sie sich in Centopia mit den Elfen, vor allem Mo und Yuko, an. Sie besitzt außerdem eine besondere Gabe, sie versteht die Sprache der Einhörner.
- In der zweiten Staffel besucht Mia die Farm ihres Großvaters Renzo und freundet sich dort mit Mario an. In Centopia erlebt Mia weitere spannende Abenteuer und hilft den Elfen, Centopia vor weiteren Gefahren zu beschützen.
- In der dritten Staffel verbringt sie ihre Ferien auf einer Alm in den Bergen bei Sara, ihrer Mutter, einem Pferd und Hühnern. Centopia wird von giftigen Ranken überwuchert, welche nur der zerbrochene Herzstein aufhalten kann.
- In der vierten Staffel macht Mia ein Praktikum bei einer Tierärztin. In Centopia treiben nun die Inseln des zerbrochenen Kontinents wieder aufeinander zu.
- Die Abenteuer in Centopia sind als Schnitzeljagd angelegt. Teile eines magischen Gegenstandes müssen in allen Teilen der Insel gefunden werden. Wenn der jeweilige Gegenstand wie der Trumptus (Tröte, Staffel 1) oder der Herzstein (Staffel 3) zusammengesetzt ist, können die Gegner besiegt werden. Der Orakelspruch aus dem Buch, welcher das Passwort in die magische Welt ist, liefert die Hinweise um die Aufgabe jeder Folge zu lösen und ein magisches Teil zu finden.

#### Freunde
Vincent
- Vincent geht auf dasselbe Internat wie Mia und ist ein guter Freund von ihr. Er erfährt schon sehr früh von Mias Geheimnis und steht seitdem auf Mias Seite.

Paula
- Paula ist die Freundin von Mia und ihre Zimmergenossin im Internat. Sie gehörte anfangs zu Violettas Clique, von der sie sich immer mehr abgewandt hatte, da sie merkte, dass Violetta sie ausnutzt und Mia viel freundlicher ist. Sie erfährt in der vorletzten Folge der ersten Staffel von Mias Geheimnis.

Mario
- Mario lernt Mia auf der Farm ihres Großvaters Renzo kennen. Dort hilft er dem Großvater bei seinen Arbeiten. Schnell freunden sich er und Mia an.

Opa Renzo
- Opa Renzo besitzt eine Farm in Italien. Diese steht kurz vor der Zwangsversteigerung. Gemeinsam mit Mia und Mario versucht Opa Renzo die Farm zu retten.

Sara
- Sara lernt Mia in den Ferien kennen, sie ist blind, jedoch werden sie beste Freunde und Sara kommt schließlich auch noch in Centopia an und hilft. Sie hat die Gabe, die unsichtbaren Abhörkäfer zu sehen.

#### Rivalen
Violetta di Nola
- Violetta ist die Rivalin von Mia. Anfangs gehörte Paula zu ihrer Clique, den „Alpha-Chicks“. Sie ist eitel und glaubt, sie könne sich alles erlauben. Sie versucht ständig, Mia vor allen lächerlich zu machen. Zudem will sie unbedingt wissen, weshalb Mia immer ihr Buch mit sich führt und was sich darin befindet. Auch wenn man es zuerst nicht sieht, ist Violetta unglücklich bei ihrer Mutter. Sie muss in allem die Beste sein, weil ihre Mutter das will. Deswegen will sie zu ihrem Vater ziehen. In Centopia ist sie Prinzessin Varia. Sie freundet sich mit Mo, Yuko und Mia an. Mit dem Elfenkönigspaar lernt sie liebevolle Eltern kennen und überdenkt ihr Leben und ihre Einstellung. Contessa di Nola ist ihre Mutter.

Contessa di Nola
- Contessa di Nola ist Violettas Mutter. Ihr gehört das ganze Land um Opa Renzos Farm herum. Sie ist eine sehr egozentrische und eitle Frau und will, dass ihre Tochter in allem die Beste ist. Als Violetta sich mit Mario unterhält, wirft sie ihr vor, sich nicht „standesgemäß“ zu verhalten. Violetta solle nie vergessen, dass sie etwas besseres als die Bediensteten sei.

### Centopia

#### Hauptfiguren
Yuko
- Yuko ist die beste Freundin von Mia. Sie ist für jeden Spaß zu haben und ist manchmal etwas stürmisch, außerdem hat sie ein Auge auf Mo geworfen.

Mo
- Mo ist der beste Freund von Mia. Als Sohn von Elfenkönigin Mayla und Elfenkönig Raynor ist er der rechtmäßige Thronfolger von Centopia. Er will auch einmal ein so weiser Herrscher wie sein Vater werden, aber trotzdem Abenteuer erleben.

Simo
- Elfenjunge Simo lebt einsam mit seiner Mutter Tessandra im Schwarzen Wald. Schnell freundet er sich mit Mia, Mo und Yuko an und hilft den Dreien bei ihren Abenteuern.

Varia
- Wenn Violetta nach Centopia reist, wird sie dort zur Elfe Varia. Sie kann nach Centopia reisen, da sie ein Stück von Mias Armreif gefunden hatte. Sie gibt in Centopia vor, Gedächtnisschwund zu haben und gibt sich als Prinzessin aus einem anderen Land aus. Zuerst ist sie die Spionin von Rixel, stellt sich dann aber auf Mias Seite. Varia ist äußerst keck, selbstbewusst und egoistisch. Sie muss erst noch lernen, was es heißt, eine wahre Elfe zu sein, für ihre Freunde einzustehen und die eigenen Bedürfnisse hinten anzustellen.

Phuddle
- Phuddle ist ein Faun bzw. Pan, eine Mischung aus Mensch und Ziegenbock. Er ist ein genialer, aber trotteliger Erfinder. Meist gehen seine Erfindungen schief, aber sie können für andere Zwecke genutzt werden. So ist seine Pfeffersuppe ungenießbar, kann aber gut als Munition in den Wasserwerfer-Armbändern der Elfen verwendet werden. Da er oft Chaos anrichtet, wurde er von den anderen Faunen aus ihrer Gemeinschaft ausgeschlossen und lebt nun bei den Elfen. Er ist der Einzige, der die Teile des Trumptus wieder zusammensetzen kann.

#### Gegenspieler
Panthea
- Panthea ist eine Dunkelelfin und die böse Königin in der ersten Staffel. Sie träumt davon, ewig jung zu sein, weshalb sie auch die Einhörner einfängt, denn um jung zu sein und zu bleiben, braucht sie deren Hörner. Stets trägt sie eine Maske, die sie niemals abnimmt.

Gargona
- Gargona ist die Handlangerin Pantheas und Generalin der Munculus-Armee. Obwohl sie von Panthea herumkommandiert wird, dient sie ihr ohne Widerspruch. In der zweiten Staffel versucht Gargona mit Rixels Hilfe, Centopia zu verlassen und nach Dystopia, ins Land der Dunkelelfen, zurückzukehren. Doch dies gelingt ihr nicht. Auch in der dritten Staffel versucht sie dies mit Dax und seinen Käferbrüdern, aber sie schafft es wieder nicht. In der vierten Staffel sind Dax, Rixel und Gargona vereint, aber Dax und Rixel ignorieren sie nur. Erst sehr spät merkt Gargona dann, dass auch Lord Dracon sein Versprechen, sie zur Generalin der Munculusse zu machen, nicht einhält. So wechselt sie auf die Seite der Elfen und hilft ihnen.

Munculusse
- Munculusse sind kleine Wesen, die in Pantheas Diensten stehen. Wenn sie auf der Jagd nach Einhörnern sind, reiten sie auf Drachen. Sobald sie nass werden, schrumpfen sie auf Miniaturgröße. Der Trumptus ist gefährlich für sie, denn sein Ton sorgt dafür, dass sie in hunderte von Blüten zerfallen.

Rixel
- Rixel kommt mit seiner schwimmenden Insel Funtopia auf Centopia an und ist auf den ersten Blick ein lustiger Elf. In Wirklichkeit ist er im Auftrag von Lord Drakon jedoch hinter den Einhörnern Centopias her, vor allem hinter Onchao. Gargona schließt sich Rixel bald an.

Lord Drakon
- Der Anführer der Dunkelelfen heißt Lord Drakon. Er hat Rixel nach Centopia geschickt, um Einhörner zu fangen. Bald macht ihn Rixel auf das geflügelte Einhorn Onchao aufmerksam, was Lord Drakon nun unbedingt besitzen will. Alle Dunkelelfen leben auf einer düsteren Insel namens Dystopia.

Gurga
- Gurga ist der Drache von Rixel. Er ist allergisch gegen Phuddles Suppe und muss immer niesen. Am Ende wird Gurga aber lieb und hilft den Elfen sogar.

Dax
- Dax wird in der dritten Staffel von Lord Drakon geschickt. Er bringt die Nachtranke mit nach Centopia und soll Gargona dabei helfen, das goldene Horn von Onchao zu beschaffen.

Hopper
- Die käferartigen Handlanger wurden mit Dax nach Centopia gesandt. Es sind Spionagekäfer, die sich klein und unsichtbar machen und so die Pläne der Elfen aushorchen können.

#### Einhörner und weitere Figuren
- Onchao ist ein besonderes Einhorn, denn er besitzt Flügel und ein goldenes Horn. Seine Freunde kümmern sich liebevoll um ihn, als er ein kleines Fohlen ist. In der 3. Staffel passt er auf seine kleine Schwester Kyara auf.
- Lyria ist die Mutter von Onchao, weshalb sie immer versucht, ihn zu beschützen. Sie ist das erste Einhorn, mit dem Mia in Verbindung kam und hat daher eine besonders enge Bindung zu ihr.
- Kyara ist Onchaos kleine Schwester, die in der dritten Staffel zur Welt kommt. Onchao tut alles, um Kyara zu beschützen.
- Ono ist der verschollene Einhornkönig und der Vater von Onchao. Er besitzt ebenfalls Flügel.
- Die Elementeinhörner (Wasser, Wind, Feuer, Erde) sind die mächtigsten Einhörner in Centopia. Sie spielen vor allem in Staffel 1 und 2 eine große Rolle.
- Die Natureinhörner (Balanda, Zato, Yolika) wohnen im Schwarzen Wald und sind die Nachkommen des Erd- und Wassereinhorns.
- Die besonderen Einhörner (Stein, Kristall, Stern, Mond, Sonne, Eis) sind die Kinder der Elementeinhörner und Freunde des Einhornkönigs Ono.
- Baby Blue ist ein Drache, der unter der Obhut von Mia, Yuko und Mo aus dem Ei schlüpft und sich mit Onchao anfreundet.
- Ziggo ist die Katze von Panthea. Sie schließt sich nach deren Vernichtung Gargona, Rixel und später Dax an, bleibt aber meistens nur kurz zu Besuch.
- Tukito ist ein pinkfarbener Affe, der Rixel stets begleitet und für ihn Dienste ausführt. Sein Körper ist aus Gummi und deshalb sehr flexibel und dehnbar.
- Polytheus ist ein schlangenförmiges Wesen, das Handel mit den anderen Bewohnern Centopias betreibt. Er ist dabei stets auf seinen Vorteil aus und hat fast alles, was sich seine Kunden wünschen.

## Graphische Gestaltung
Viele Elemente, wie Gebäude und Gewänder, aber auch dekorative Elemente in den Mähnen der Einhörner, sind durch den Jugendstil inspiriert. Auf den Gewändern der Figuren finden sich Motive des Malers Gustav Klimt wieder.

## Ausstrahlung

### Deutschland
Die deutsche Erstausstrahlung der Sendung war ab dem 6. August 2012 täglich um 19:00 Uhr bei KiKA.
Die Ausstrahlung der Serie auf dem ZDF begann am 15. September 2012.
Die deutsche Erstausstrahlung der 2. Staffel fand am 9. Mai 2015 im ZDF und am 14. Mai 2015 bei KiKA statt.  Staffel 3 fand am 23. Mai 2017 bei KIKA statt. Staffel 4 ab 20. Mai 2023 parallel in KIKA täglich und ZDF samstags.
Der zugehörige Kinofilm Mia and Me – Das Geheimnis von Centopia von 2022 wurde ein Jahr nach dem Kinostart zuerst am 27. Mai 2023 im Pay-TV bei Sky Cinema Premiere gesendet, am 3. Januar 2025 folgte dann eine Ausstrahlung auf KiKA.

### Andere europäische Staaten
Frankreich:

Die Erstausstrahlung der Sendung in Frankreich war am 19. Dezember 2011 auf Canal+.
Polen:

23. März 2012 auf teleTOON+.
Italien:

Erstausstrahlung in Italien am 17. September 2012 auf Rai 2. Sendetitel: „Mia and Me, un fantastico viaggio a Centopia“.
Niederlande:

Von 9. bis 25. April 2012 wurden die Folgen 1–13 auf Nickelodeon ausgestrahlt und anschließend zweimal wiederholt.
Die Folgen 14–26 wurden von 1. bis 17. Oktober 2012 ausgestrahlt und im Anschluss wiederholt.

## Episodenliste

### Staffel 1
| Nummer (gesamt) | Nummer (Staffel) | Deutscher Titel              | Englischer Titel         | Erstausstrahlung (KiKA) |
| 01              | 01               | Ankunft in Centopia          | Talking to Unicorns      | 6. August 2012          |
| 02              | 02               | Eine neue Hoffnung           | Centopia's Hope          | 7. August 2012          |
| 03              | 03               | Ein seltsames Orakel         | Restoration              | 8. August 2012          |
| 04              | 04               | Der verlorene Trumptus       | Trumptus Lost            | 9. August 2012          |
| 05              | 05               | Das goldene Einhorn          | The Golden Son           | 10. August 2012         |
| 06              | 06               | Onchao und das Paradies      | Onchao's Oasis           | 11. August 2012         |
| 07              | 07               | Beeren für Phuddle           | Hope in Pieces           | 12. August 2012         |
| 08              | 08               | Ziggos freier Tag            | Ziggo's Day Off          | 13. August 2012         |
| 09              | 09               | Kleiner Drache Baby Blue     | The Elves and the Dragon | 14. August 2012         |
| 10              | 10               | Der große Blütenbaum         | The Blossom Tree         | 15. August 2012         |
| 11              | 11               | Polytheus im Goldrausch      | All That Glitters        | 16. August 2012         |
| 12              | 12               | Phuddles große Stunde        | Phuddle's Foibles        | 17. August 2012         |
| 13              | 13               | Das Feuer-Einhorn            | The Fire Unicorn         | 18. August 2012         |
| 14              | 14               | Der verdorrte Wald           | The Wizened Woods        | 19. August 2012         |
| 15              | 15               | Die geheimnisvolle Laterne   | Miss Know-It-All         | 20. August 2012         |
| 16              | 16               | Die Einhorn-Falle            | The Unicorn Trap         | 21. August 2012         |
| 17              | 17               | Die Blütenfest-Prinzessin    | All Dressed Up           | 22. August 2012         |
| 18              | 18               | König für einen Tag          | King for a Day           | 23. August 2012         |
| 19              | 19               | Phuddles neueste Erfindung   | The Panned Piper         | 24. August 2012         |
| 20              | 20               | Die Höhle der Wahrheit       | Cave of Truth            | 25. August 2012         |
| 21              | 21               | Wiedersehen mit Baby Blue    | Against the Wind         | 26. August 2012         |
| 22              | 22               | Die Vollmondnacht            | Under the Moon           | 27. August 2012         |
| 23              | 23               | Die defekte Wasserkuppel     | Choosing Sides           | 28. August 2012         |
| 24              | 24               | Invasion der Pane            | Tears of Joy             | 29. August 2012         |
| 25              | 25               | Pantheas letztes Angebot (1) | Panthea's Proposal (1)   | 30. August 2012         |
| 26              | 26               | Die große Entscheidung (2)   | End of an Era (2)        | 31. August 2012         |

### Staffel 2
Die Erstausstrahlung der ersten Folge fand im ZDF statt, die Erstausstrahlung der restlichen Folgen erfolgte bei KiKA.
| Nummer (gesamt) | Nummer (Staffel) | Deutscher Titel                | Englischer Titel              | Erstausstrahlung (ZDF/KiKA) |
| 27              | 01               | Der Neuankömmling              | The Mysterious Visitor        | 9. Mai 2015                 |
| 28              | 02               | Hinter den Kulissen            | Behind the Curtain            | 15. Mai 2015                |
| 29              | 03               | Die gepfefferten Blitze        | The Animal Guardians          | 16. Mai 2015                |
| 30              | 04               | Drachen in Gefahr              | Dragons in Danger             | 17. Mai 2015                |
| 31              | 05               | Der Geist des Schwarzen Waldes | The Ghost of Blackwood Forest | 18. Mai 2015                |
| 32              | 06               | Der Fluch des grünen Elixiers  | The Spell of the Green Fluid  | 19. Mai 2015                |
| 33              | 07               | Die Spur des Vaters            | Beyond the Wall of Vines      | 20. Mai 2015                |
| 34              | 08               | Das Geheimnis der vier Ringe   | A Father's Feather            | 21. Mai 2015                |
| 35              | 09               | Der würdige Sohn               | Speaking with Stones          | 22. Mai 2015                |
| 36              | 10               | Tanz mit den Sternen           | Dancing with Stars            | 23. Mai 2015                |
| 37              | 11               | Der ungebetene Gast            | The unwanted Roommate         | 24. Mai 2015                |
| 38              | 12               | Hinter den Spiegeln            | That's what friends are for   | 25. Mai 2015                |
| 39              | 13               | Der vierte Ring                | Return to Panthea's Palace    | 26. Mai 2015                |
| 40              | 14               | Das Fest des Bolobo            | The Whistling Bolobo          | 22. Juli 2015               |
| 41              | 15               | Die fremde Prinzessin          | My Name is Varia              | 23. Juli 2015               |
| 42              | 16               | Die Brücke am Jadehorn         | Crossing the Rainbow Bridge   | 24. Juli 2015               |
| 43              | 17               | Ein doppeltes Spiel            | Taking Sides                  | 27. Juli 2015               |
| 44              | 18               | Die Blume der Erinnerung       | A Shower of Pollen            | 28. Juli 2015               |
| 45              | 19               | Die Feuerblume                 | The Fiery Flower              | 29. Juli 2015               |
| 46              | 20               | Die Reise zum Nordhorn         | Journey to the North          | 30. Juli 2015               |
| 47              | 21               | Der König der Einhörner        | The Unicorn King              | 31. Juli 2015               |
| 48              | 22               | Die Regenbogenquelle           | The Rainbow Spring            | 3. August 2015              |
| 49              | 23               | Ein weiser Entschluss          | Hide and Seek                 | 4. August 2015              |
| 50              | 24               | Das wahre Gesicht              | A Sticky Situation            | 5. August 2015              |
| 51              | 25               | Freiheit für den Drachen       | The Strongest Team            | 6. August 2015              |
| 52              | 26               | Der Bann ist gebrochen         | Breaking the Spell            | 7. August 2015              |

### Staffel 3
| Nummer (gesamt) | Nummer (Staffel) | Deutscher Titel               | Englischer Titel          | Erstausstrahlung (ZDF/KiKA) |
| 53              | 01               | Die kleine Schwester          | Kyara's birth             | 23. Mai 2017                |
| 54              | 02               | Das giftige Mitbringsel       | Arrival of the Bug Men    | 24. Mai 2017                |
| 55              | 03               | Der junge König               | King and Queen Asleep     | 25. Mai 2017                |
| 56              | 04               | Das Herz von Centopia         | Return to Bolobo Mountain | 26. Mai 2017                |
| 57              | 05               | Schwestern im Streit          | Sister Wracked            | 27. Mai 2017                |
| 58              | 06               | Der Einhorn-Kindergarten      | Unicorn Kindergarten      | 28. Mai 2017                |
| 59              | 07               | Phuddle zieht aus             | Phuddle Moves Out         | 29. Mai 2017                |
| 60              | 08               | Ein überraschender Handel     | Highest Bidder            | 30. Mai 2017                |
| 61              | 09               | Die Nacht wird zum Tag        | Night Becomes Day         | 31. Mai 2017                |
| 62              | 10               | Der Kreislauf des Lebens      | Circle of Life            | 1. Juni 2017                |
| 63              | 11               | Verloren im Nebel             | Glowing Arrows            | 2. Juni 2017                |
| 64              | 12               | Auf der Suche nach Simo       | Finding Simo              | 3. Juni 2017                |
| 65              | 13               | Im Schwarzen Wald             | Freeze and Snoot          | 4. Juni 2017                |
| 66              | 14               | Das sechsäugige Monster       | The Six-eyed Monster      | 5. Juni 2017                |
| 67              | 15               | Die Ballade vom Mond-Einhorn  | Moonstruck                | 6. Juni 2017                |
| 68              | 16               | Der Herzblatt-Baum            | Under the Heartleaf Tree  | 7. Juni 2017                |
| 69              | 17               | Bluebardo in Not              | Bluebardo in Trouble      | 8. Juni 2017                |
| 70              | 18               | Der riesengroße Schmetterling | Giant Butterfly           | 9. Juni 2017                |
| 71              | 19               | Ein scheues Einhorn           | Shyest Unicorn            | 10. Juni 2017               |
| 72              | 20               | Ein Diamant für Yuko          | Return to Rainbow Island  | 11. Juni 2017               |
| 73              | 21               | Ein unerwarteter Gast         | Ziggo Moves Out           | 12. Juni 2017               |
| 74              | 22               | Das rätselhafte Spiegelbild   | What Is Your Desire?      | 13. Juni 2017               |
| 75              | 23               | Im dunklen Schloss gefangen   | Heist on Dark Castle      | 14. Juni 2017               |
| 76              | 24               | Die neue Elfe                 | Seeing in the Dark        | 15. Juni 2017               |
| 77              | 25               | Der große Schlaf              | The Big Sleep             | 16. Juni 2017               |
| 78              | 26               | Das Blüten-Feuerwerk          | The Last Stand            | 17. Juni 2017               |

### Staffel 4
| Nummer (gesamt) | Nummer (Staffel) | Deutscher Titel               | Englischer Titel               | Erstausstrahlung (ZDF/KiKA) |
| 79              | 01               | Seltsame Gezeiten             | Strange Tides                  | 20. Mai 2023                |
| 80              | 02               | Seeland in Sicht              | Zealanding                     | 21. Mai 2023                |
| 81              | 03               | Ein Sturm zieht auf           | The Coming Storm               | 22. Mai 2023                |
| 82              | 04               | Wiedersehen mit Flo           | Go With The Flo                | 23. Mai 2023                |
| 83              | 05               | Ankuft der Regebogeninsel     | The Rainbow Bridge             | 24. Mai 2023                |
| 84              | 06               | Der Kampf der Drachen         | Battle Of The Dragons          | 25. Mai 2023                |
| 85              | 07               | Der schimmernde Mond          | Shimmering Moon                | 26. Mai 2023                |
| 86              | 08               | Ein Land voll Sumpf und Honig | The Land of Swamp And Honey    | 27. Mai 2023                |
| 87              | 09               | Im Einklang                   | In Rhythm                      | 28. Mai 2023                |
| 88              | 10               | Duell der Pane                | Duel Of The Pans               | 29. Mai 2023                |
| 89              | 11               | Tanzende Lichter              | Dancing Lights                 | 30. Mai 2023                |
| 90              | 12               | Verborgene Schätze            | Hidden Treasures               | 31. Mai 2023                |
| 91              | 13               | Die Wahrheit im Spiegel       | What The Mirrors Will Tell You | 1. Juni 2023                |
| 92              | 14               | Die fliederfarbene Grotte     | The Lilac Grotto               | 2. Juni 2023                |
| 93              | 15               | Ein perfektes Team            | The Backup                     | 3. Juni 2023                |
| 94              | 16               | Eine hinterlistige Täuschung  | The Sneaky Snakeman            | 4. Juni 2023                |
| 95              | 17               | Ein staubiger Schatz          | The Hanging Gardens            | 5. Juni 2023                |
| 96              | 18               | Ein frostiger Ausflug         | A Freezing Venture             | 6. Juni 2023                |
| 97              | 19               | Drachen im Anflug             | Under Attack                   | 7. Juni 2023                |
| 98              | 20               | Ein feuriges Abenteuer        | A Fiery Adventure              | 8. Juni 2023                |
| 99              | 21               | Das sprechende Einhorn        | The Unicorn That Speaks        | 9. Juni 2023                |
| 100             | 22               | Ein Käfer im Dschungel        | Into The Jungle                | 10. Juni 2023               |
| 101             | 23               | Sternenklar und stachelig     | Starry Prickly Night           | 11. Juni 2023               |
| 102             | 24               | Die letzte Zutat              | The Last Ingredient            | 12. Juni 2023               |
| 103             | 25               | Der Trank der Einheit         | The Potion Of Unity            | 13. Juni 2023               |
| 104             | 26               | Centopia in Gefahr            | Centopia At Stake              | 14. Juni 2023               |

## Auszeichnungen
Gerhard Hahn wurde für die Serie 2012 beim Trickfilmfestival Stuttgart mit dem Tricks for Kids Award in der Kategorie „Beste Animationsserie für Kinder“ ausgezeichnet.
- Deutschland: Goldene Schallplatte im Kids-Award
  - 3× in Gold
  - 3× in Platin[8]